# Japanese Bobtail
| Japanese Bobtail                  | Japanese Bobtail           |
| Japanese Bobtail                  | Japanese Bobtail           |
| --------------------------------- | -------------------------- |
| Fell-Länge                        | Kurzhaar oder Halblanghaar |
| Gewicht                           |                            |
| allgemein anerkannte Farben       |                            |
| nicht allgemein anerkannte Farben |                            |
| erlaubte Fellzeichnung            |                            |
| Liste der Katzenrassen            |                            |

Japanese Bobtail (auch japanische Stummelschwanzkatze) ist eine japanische Katzenrasse, die durch ihren kurzen Schwanz und den hoppelnden Gang auffällt. Sie wird heute in einer langhaarigen (Japanese Bobtail Longhair) und einer kurzhaarigen Variante (Japanese Bobtail Shorthair) gezüchtet. Im Herkunftsland Japan heißt diese Rasse Kazoku-neko (家族猫; zu Deutsch „Familienkatze“), die seltene, dreifarbige Zuchtform wird Mike-neko (三毛猫; zu Deutsch „Drei-Fell-Katze“) genannt.

## Ursprung
Die Einführung der Katzenrasse Japanese Bobtail begann ursprünglich mit Beginn der Edo-Zeit (1603–1867) am japanischen Kaiserhof, wo sie erstmals gezüchtet worden war. Katzen mit kupierten Schwänzen waren bereits zuvor als Geschenke des chinesischen Kaisers nach Japan gelangt, am japanischen Hof begann man dann mit der gezielten Zucht einer eigenständigen, stummelschwänzigen Katzenrasse. Hintergrund waren sowohl in China wie auch in Japan die kaiserlichen Seidenspinner-Plantagen, die regelmäßig von Nagetieren und Vögeln heimgesucht wurden, denen die Raupen in Massen zum Opfer fielen. Für die Seidenindustrie waren die entsprechenden wirtschaftlichen wie materiellen Verluste ein Fiasko. Zwar gab es domestizierte Katzen, die sich besonders der Nager annahmen, aber ihre langen Ruten zerstörten die kostbaren Gespinste der Seidenspinner. Deshalb hatte man bereits in China begonnen, Katzen die Schwänze zu kupieren. In Japan schließlich gelang die erste gezielte Selektion von stummelschwänzigen Katzen. Japanese Bobtails werden oft mit der gänzlich rutenlosen Manx-Katze verwechselt. Sie unterscheiden sich von den dominanten Mutationen, welche die Rassen Kurilian Bobtail und Pixiebob auszeichnen. In Japan werden dreifarbige Exemplare besonders hoch geschätzt. Um 1960 entdeckten amerikanische Soldaten, die in Japan stationiert waren, die Japanese Bobtail und waren sofort fasziniert. Im Jahre 1968 importierte Elizabeth Freret drei Exemplare für ihr Zuchtprogramm in die USA. 1976 wurde die Rasse „Japanese Bobtail“ offiziell von der Cat Fanciers’ Association anerkannt.

## Legenden
Einer japanischen Legende zufolge entstand die Rasse durch einen Unfall: Eine Tempelkatze fing eines Nachts im Schlaf mit ihrer Rute Feuer, rannte durch die Stadt und steckte so unzählige Häuser in Brand. Daraufhin soll der Kaiser angeordnet haben, dass allen Katzen die Schwänze kupiert werden müssten, damit sich ein solches Unglück nicht wiederhole.

## Qualzuchtdiskurs
Entgegen der ebenso kurzschwänzigen Katzenzüchtungen Manx und  Cymric wurde die Züchtung Japanese Bobtail im Gutachten
zur Auslegung von § 11b des Tierschutzgesetzes 1999 nicht allgemein als Qualzucht definiert.
Seitdem mehren sich jedoch die Stimmen von Tiermedizinern und Tierschutzverbänden, die generell jede Art von gezüchteter Kurzschwänzigkeit als Qualzucht einstufen, da den Tieren durch die Zucht Leid zugefügt wird. Das Leiden manifestiert sich unabhängig von gesundheitlichen Beschwerden in der starken Einschränkung von Kommunikationsfähigkeit und Beweglichkeit schwanzloser Züchtungen.